# Opération Chabert
L'opération Chabert est une opération médiatique organisée en février 1966 par le journaliste de radio Philippe Réal et le guide de haute montagne René Desmaison afin d'enquêter en haute montagne sur le crash du vol 101 d'Air India survenu le 24 janvier 1966 près du sommet du mont Blanc. 

## Le crash
Le 24 janvier 1966, un Boeing 707 d'Air India s'écrase près du sommet du mont Blanc, sur le versant italien, à 4 700 mètres d'altitude. Les secouristes constatent qu'il n'y a pas de survivants parmi les 117 passagers et membres d'équipage,.

## La rumeur
Au début du mois de février 1966, le guide René Desmaison est informé par son ami alpiniste Émile Trotsiar de l'existence d'une rumeur circulant en Italie de la disparition, le jour de l'accident, d'un avion militaire italien de l'OTAN. Cet avion aurait pu entrer en collision avec le Boeing 707. Cette rumeur sera reprise le 17 février par le Frankfurter Allgemeine Zeitung puis par Europe 1,.

## La préparation de l'opération
René Desmaison veut aller vérifier sur place si on peut trouver des traces de ce second avion. Pour monter l'opération, Desmaison cherche le soutien de journalistes, afin de pouvoir disposer d'un hélicoptère et de relais médiatiques. Il entre en relation avec Philippe Réal de l'antenne régionale de Grenoble de l'ORTF, avec qui il avait été en contact dans le cadre de ses exploits d'alpiniste. Desmaison convainc le journaliste, par ailleurs spécialiste de l'aviation, qui espère obtenir un scoop. Philippe Réal en réfère aux patrons de l'ORTF qui lui donnent les moyens de lancer l'opération. C'est l'opération Chabert.

## Le déroulement de l'expédition
Le 22 février 1966, un hélicoptère de l'ORTF décolle d'Albertville avec cinq passagers : René Desmaison, son ami alpiniste Émile Trotsiar, l'ingénieur du son Jean Pontanier, le journaliste Alain Franck et le caméraman Philippe Biessy,. On installe un relais radio au col Infranchissable puis les passagers sont déposés au dessus du refuge Gonella à 3 071 mètres d'altitude d'où ils rejoignent le refuge Quintino Sella. Philippe Réal est en liaison radio avec eux depuis La Plagne où il se fait discret en se mêlant à l'équipe de Guy Lux présente dans la station de ski pour le jeu télévisé de l'ORTF Interneige. 
Pendant sept jours, Desmaison et Trotsiar explorent le glacier du Mont Blanc qui n'avait jusqu'à présent jamais été parcouru en hiver. Ils trouvent de nombreux débris d'avion, les photographient et en rapportent certains dans leur sac à dos. Ils cherchent les boîtes noires sans les trouver. Ils trouvent des éléments de fuselage jaune en alliage léger et des pièces couleur kaki, qui, selon eux, ne peut pas provenir du Boeing. Jean Pontanier déclarera : « Nous avons descendu des pièces n’appartenant pas à un Boeing, et même une pièce de tableau de bord de chasseur ! »  
Prudents face à la réaction qu'auront les autorités, les deux hommes font les photos en double et, lors de la descente dans la vallée, Desmaison cache une partie des éléments métalliques sous des rochers du glacier du Miage.

## Les réactions des autorités
Les autorités françaises et italiennes apprennent l'existence de l'opération Chabert le 26 février, lorsque Philippe Réal apparaît en direct dans le magazine Inter actualité en liaison radio avec ses collègues qui sont au refuge Quintino Sella. 
Cette opération provoque des tensions diplomatiques entre l'Italie et la France. Les Renseignement généraux enquêtent alors sur l'opération en cours. L'opération réalisée par l'ORTF en territoire italien embarrasse les autorités françaises qui sont confrontées aux reproches du gouvernement italien. Médiatisée en France, l'opération Chabert a également un grand retentissement dans la presse italienne qui critique l'expédition et qualifient même la thèse du second avion de fantaisiste.
Les membres de l'expédition sont attendus dans la vallée par les carabiniers italiens à qui ils remettent les morceaux d'avion qu'ils ont descendu. De retour en France, ils sont auditionnés par le lieutenant Jean-Jacques Mollaret, gendarme du Peloton spécialisé de haute montagne (PSHM).
Le gouvernement Italien réaffirme qu'aucun de ses avions militaires n'était manquant et, bien que les contacts de Réal chez Boeing lui indiquent que les morceaux de tôle rivetée photographiés sur place ne peuvent pas être ceux d'un 707, la commission internationale d'enquête sur l'accident conclut que tous les éléments ramenés, d'abord par le PSHM, puis par l'opération Chabert, sont des pièces du Boeing 707.
La direction de l'ORTF demande à Réal et Desmaison de ne pas prolonger leurs investigations ni de multiplier les déclarations.

## Après l'opération
Desmaison ne voudra plus tellement reparler de ce cette opération mais dit rester convaincu du rôle d'un avion de l'OTAN dans le crash. Il ramènera chez lui quelques pièces qu'il avait laissées sous des rochers sur le glacier du Miage. Réal gardera aussi chez lui un morceau d'avion couleur kaki rapporté par l'opération Chabert. 
Desmaison prétend avoir subi par la suite des intimidations. Réal est sollicité par des compagnies d'assurance mais dément que quiconque ait voulu le faire taire.
Le lieutenant Mollaret, qui a interrogé les hommes de l'opération Chabert, n'apprécie pas René Desmaison et lui vouera désormais du mépris. L'été suivant, le comportement de Desmaison lors du sauvetage des Drus agace à nouveau Mollaret. Cinq ans plus tard, c'est à nouveau Jean-Jacques Mollaret qui interrogera Desmaison lorsqu'il est mis en cause dans le drame des grandes Jorasses.

### Documentaire
- Claude Andrieux, « Le Mystère du Vol 101 », 2014, film documentaire de 26 minutes réalisé sur la base du livre de Françoise Rey  (diffusé dans Chroniques d'en haut le samedi 21 février 2015 sur France 3).

### Émission radio
: document utilisé comme source pour la rédaction de cet article.
- Fabrice Drouelle, « Les fantômes du Mont-Blanc », émission de 54 min [], sur France Inter, Affaires sensibles, 20 février 2017 (consulté le 1er avril 2021).